# Cât e ceasul?
Cât e ceasul? (titlul original: în italiană Che ora è, în franceză Quelle heure est-il) este un film de comedie dramatică de coproducție franco-italiană, realizat în 1989 de regizorul Ettore Scola, protagoniști fiind actorii Massimo Troisi, și Marcello Mastroianni.

## Rezumat
Raffaele, un avocat roman bogat și în vârstă, își vizitează fiul, Michele, care își face serviciul militar. Cei doi bărbați își petrec ziua împreună fără ca Michele să îndeplinească așteptările tatălui său care ar dori să-l cunoască mai bine. Pe măsură ce se apropie seara, Marcello vede că viața fără ambiție pe care a ales-o fiul său este opusă celei pe care și-a propus-o sieși ca model...

## Distribuție
- Massimo Troisi – Michele, fiul lui Raffaele
- Marcello Mastroianni – Raffaele, tatăl
- Anne Parillaud – Loredana
- Renato Moretti – domnul Pietro
- Lou Castel –  pescarul

## Melodii din film
- Survivor compusă de Mike Francis, interpretată de Belen Thomas

## Locul filmărilor
- Filmul a fost turnat în Civitavecchia, Roma, Latium în Italia.

## Trivia
Ettore Scola a ținut foarte mult să nu existe semnul întrebării în titlu.

## Premii și nominalizări
- 1989 – Festivalul de Film de la Veneția
  - Cupa Volpi pentru cel mai bun actor (ex aequo) lui Marcello Mastroianni și Massimo Troisi
  - Premiul Pasinetti pentru cel mai bun actor lui Massimo Troisi
  - Premiul OCIC lui Ettore Scola
  - Nominalizare Leul de aur pentru cel mai bun film lui Ettore Scola
- 1990 – David di Donatello
  - Nominalizare Cel mai bun actor (rol principal) lui Massimo Troisi
  - Nominalizare Cea mai bună imagine lui Luciano Tovoli
  - Nominalizare Cel mai bun aranjament muzical lui Armando Trovajoli
- 1990 – Nastro d'argento
  - Nominalizare Cel mai bun regizor lui Ettore Scola
  - Nominalizare Cel mai bun actor lui Massimo Troisi și Marcello Mastroianni